# Capitaine Planète
Pour les articles homonymes, voir Captain Planet and the Planeteers.
Capitaine Planète puis Les Nouvelles Aventures de Capitaine Planète (Captain Planet and the Planeteers puis The New Adventures of Captain Planet) est une série télévisée d'animation américaine en 113 épisodes de 25 minutes, créée par Ted Turner, produite par Jane Fonda et Nicholas Boxer, diffusée entre le 15 septembre 1990 et le 11 mai 1996 sur TBS.
En France, la série a été diffusée à partir de 1991 dans l'émission Canaille Peluche sur Canal+. Elle est rediffusée à partir du 16 septembre 1992 dans l'émission Sparadra sur France 2, puis en 2013 sur OCS Happy et en 2014 sur Game One. En Belgique, la série a été diffusée sur Club RTL.

## Synopsis
Gaïa, la déesse de l'environnement, ne peut plus protéger la Terre des nombreux pollueurs. Elle décide donc de recruter cinq adolescents venant des quatre coins du monde pour l'aider à défendre notre planète contre les dangers qui la menacent. 
Ces gardiens se nomment les « Planétaires ». Gaïa leur remet à chacun une bague magique dotée d'un pouvoir lié à un élément défini. Kwame, qui vient d'Afrique, possède le pouvoir de la terre ; Wheeler, qui vient d'Amérique du Nord, possède le pouvoir du feu ; Linka, qui vient d'Europe, possède le pouvoir du vent ; Gi, qui vient d'Asie, possède le pouvoir de l'eau ; Ma-Ti, qui vient d'Amérique du Sud, possède le pouvoir du cœur. Ils combattent les pollueurs comme ils le peuvent, mais si leurs uniques forces ne suffisent pas, ils peuvent combiner les pouvoirs de leurs bagues pour invoquer un écosuper-héros : le capitaine Planète.

## Personnages

### Capitaine Planète
Le capitaine Planète est le personnage-titre de la série. Généralement, on pourrait voir qu'il a un bon sens de l'humour par ses commentaires ironiques sur la situation. Il fait aussi des remarques aux méchants.

### Gaïa
L'âme de la Terre. Elle a des caractéristiques de personnes de différentes parties du monde. Elle habite l'Île de l'Espoir dont l'emplacement exact est inconnu. Elle peut parler avec tous par la télépathie ainsi que par des visions. Quand le monde devient trop pollué, elle-même devient faible. Un jour, quand les Planétaires ont laissé la "Manière de la Paix", elle est devenue mortelle.

### Les Planétaires
- Kwame : Du Ghana, en Afrique. Il est le gardien de la bague de la Terre. Kwame est le chef de l'équipe.
- Wheeler : Des États-Unis, de Brooklyn, New York, et le gardien de la bague du Feu.
- Linka : De l'Union soviétique dans la première saison. Après la dissolution de l'Union, elle est présentée comme d'origine européenne orientale.   Elle est la gardienne de la bague du Vent.
- Gi : De Thaïlande. Elle est la gardienne de la bague de l'Eau. Elle s'intéresse aux dauphins.
- Ma-Ti : Du Brésil. Il est le gardien de la bague du Cœur. Il appartient à la tribu des Indiens Kayapo. Son meilleur ami est un singe nommé « Sutchi ».

### Les Pollueurs
- Hoggish Greedly :
- Verminous Skumm :
- Dr Blight :
- Duke Nukem :
- Looten Plunder :
- Sly Sludge :
- Zarm :

## Épisodes
En France, la diffusion de la série s’est effectuée en trois temps : Canal+ tout d’abord introduit la série avec la première saison en 1991, puis France 2 prend le relais l’année suivante en rediffusant la première saison ainsi que les inédits des saisons 2 et 3 dans le cadre de son émission jeunesse du week-end à cette époque, Les Matins de Saturnin : les saisons 1 à 3 seront par la suite rediffusées pour la dernière fois en 1994-1995 puisqu'à partir de janvier 1996. La chaîne M6 assure la diffusion des inédits des saisons 4 à 6 jusqu'à fin 1999-début 2000 sans jamais rediffuser les épisodes des précédentes saisons.

### Première saison (1990-1991)
1. Un héros pour la Terre (A Hero for Earth)
2. La Pluie terrifiante (Rain of Terror)
3. Le Monstre du temple (Beast of the Temple)
4. L'Epidémie (Skumm Lord)
5. La Terrible Rançon (Deadly Ransom)
6. Le Conquérant (The Conqueror)
7. Le Dernier de l'espèce (The Last of Her Kind)
8. Les Mers mortes (The Dead Seas)
9. L'Arbre de vie (Tree of Life)
10. La Colère du volcan (Volcano's Wrath)
11. Le Plus Petit des Planétaires (Littlest Planeteer)
12. Un monde sous l'eau (A World Below Us)
13. Le Barrage (Plunder Dam)
14. Le Syndrome de Meltdown (Meltdown Syndrome)
15. Les Voitures polluantes (Smog Hog)
16. Pollution par ordinateur (Polluting by Computer)
17. Une eau imbuvable (Don't Drink the Water)
18. Le Découragement (Kwame's Crisis)
19. Le Trou dans la couche d'ozone (The Ozone Hole)
20. Le Pire des dangers (The Ultimate Pollution)
21. Le Danger démographique (Population Bomb)
22. Sauver la Terre - 1re partie (Mission to Save Earth Part one)
23. Sauver la Terre - 2e partie (Mission to Save Earth Part two)
24. Quel avenir ! - 1re partie (Two Futures Part one)
25. Quel avenir ! - 2e partie (Two Futures Part two)
26. L'Effet de serre (Heat Wave)

### Deuxième saison (1991-1992)
1. La pire des pollutions (Mind Pollution)
2. Les dévoreurs d'ordures (The Garbage Strikes)
3. Trafic d'air pur (Domes of Doom)
4. Histoires de clônes (Send in the Clones)
5. Le Prédateur (The Predator)
6. L'Arche de l'espace (The Ark)
7. L'Île de l'énergie solaire (Isle of Solar Energy)
8. Le Tueur de corail (The Coral Killer)
9. Série noire (The Big Clam-Up)
10. Opération interne (An Inside Job)
11. Une grave lacune (The Fine Print)
12. Les Ravageurs (Off Road Hog)
13. Les Tortues géantes (Trouble on the Half Shell)
14. L'Idole (Star Dust)
15. Transports en commun (The Blue Car Line)
16. Un drôle d'oiseau (Birds of a Feather)
17. Réunion pour sauver la Terre - 1re partie (Summit to Save Earth Part one)
18. Réunion pour sauver la Terre - 2e partie (Summit to Save Earth Part two)
19. Du gros bétail (Losing Game)
20. Un tour du hasard (A Twist of Fate)
21. L'Avaleur d'arbres (The Great Tree Heist)
22. La Terre brûlée (Scorched Earth)
23. Menace sur Venise (Hate Canal)
24. L'Amazonie en flammes (Radiant Amazon)
25. Sauvez les baleines (Fare Thee Whale)
26. Utopie (Utopia)

### Troisième saison (1992-1993)
1. Toujours l'effet de serre (Greenhouse Planet)
2. Horreurs dans les profondeurs (A Creep from the Deep)
3. La Lueur fatale (The Deadly Glow)
4. Un monde parfait (A Perfect World)
5. La Machine à rêves (The Dream Machine)
6. Les Eaux amères (Bitter Waters)
7. Les Cobayes (The Guinea Pigs)
8. Le Duel (OK at the Gunfight Corral)
9. Les Faux chasseurs (Canned Hunt)
10. Un joli bord de mer (Hog Tide)
11. La Formule de la haine (A Formula for Hate)
12. Ennemis mortels (If It's Doomsday, This Must Be Belfast)
13. La Nuit du loup (The Night of the Wolf)

### Quatrième saison (1993-1994)
1. Mauvaise mine - 1re partie (A Mine Is a Terrible Thing to Waste Part one)
2. Mauvaise mine - 2e partie (A Mine Is a Terrible Thing to Waste Part two)
3. Trafic d'ours (I Just Want to Be Your Teddy Bear)
4. L'Abandon de Linka (Missing Linka)
5. Inversion des rôles (The Unbearable Blightness of Being)
6. L'Arche de Wheeler (Wheeler's Ark)
7. Des ouvriers très spécialisés (Sea No Evil)
8. Le Choc du futur (Future Shock)
9. La Cité maya (I've Lost My Mayan)
10. Une visite agitée (Talkin' Trash)
11. Le Dévoreur d'énergie (The Energy Vampire)
12. Barrage à la pollution (Bottom Line Green)
13. La Disparition des gorilles (Gorillas Will Be Missed)
14. L'Invasion (Bug Off)
15. Une planète en or (You Bet Your Planet)
16. Pauvres chauves-souris (Going Bats, Man)
17. De précieux marais (Jail House Flock)
18. Des éleveurs écologiques (High Steaks)
19. Une expérience dangereuse (Planeteers Under Glass)
20. Tristes Singeries (Orangu-Tangle)
21. Les Chevaux du désert (No Horsing Around)
22. Les Larmes de la jeunesse (Teers in the 'Hood)

### Cinquième saison (1994-1995)
1. La Couche d'ozone (Twilight Ozone)
2. Gâchis à Hollywood (Hollywaste)
3. Histoire de revenants (The Ghost of Porkaloin Past)
4. Le Train fou (Disoriented Express)
5. Les Rhinocéros (Horns A' Plenty)
6. Une rivière disputée (A River Ran Through It)
7. On n'est bien que chez soi (No Place Like Home)
8. Une plante envahissante (Little Crop of Horrors)
9. Tels parents, tels enfants (In Zarm's Way)
10. Il n'y a pas de petits problèmes (No Small Problem)
11. Jeux de numéros (Numbers Game)
12. Rien n'est sacré (Nothing's Sacred)
13. Les Écrans pollués (Who's Running the Show?)

### Sixième saison (1995-1996)
1. Œil pour œil, dent pour dent (An Eye for an Eye)
2. Déforestation (Whoo Gives a Hoot?)
3. Grenouillage (Frog Day Afternoon)
4. Pandéo et Juliette (5-Ring Panda-Monium)
5. Une bonne bombe dure à trouver (sauf ici) (A Good Bomb Is Hard to Find)
6. Douze animaux en colère (Twelve Angry Animals)
7. Basse politique (Dirty Politics)
8. MDL (One of the Gang)
9. Visite au Gange (Old Ma River)
10. Au revoir Delta (Delta Gone)
11. À la Mark Twain (Never the Twain Shall Meet)
12. La Weed c'est le monde (Greed Is the Word)
13. Cent-une mutations (101 Mutations)

## Fiche technique
- Développement et animation : TBS Productions et DiC

## Jeux vidéo
- Captain Planet and the Planeteers, un jeu vidéo sorti sur la Nintendo Entertainment System (NES) par Mindscape en 1990. Le jeu est vaguement basé sur la série d'animation écologiste du même nom.
- Capitaine Planète est un personnage jouable du jeu Cartoon Network : Le Choc des héros sorti en 2011 sur Nintendo 3DS, et de son portage amélioré Cartoon Network : Punch Time Explosion XL sorti la même année en Amérique du Nord et en 2012 en Europe sur Wii, PS3 et Xbox 360.

## Distribution

### Voix originales
- David Coburn : Capitaine Planète / Capitaine Pollution (épisodes 22-23, 57-58)
- Whoopi Goldberg (1991–1993) / Margot Kidder (1993–1996) : Gaïa
- LeVar Burton : Kwame
- Joey Dedio : Wheeler
- Kath Soucie : Linka
- Janice Kawaye : Gi
- Scott Menville : Ma-Ti
- Frank Welker : Suchi
- Edward Asner : Hoggish Greedly
- Meg Ryan (1990–1991) / Mary Kay Bergman (1991–1996) : Dr Blight
- S. Scott Bullock : Argos Bleak
- Cam Clarke : Ooze
- James Coburn : Looten Plunder (1990–1993)
- Jim Cummings (1990–1993) / Martin Sheen (1993–1996) : Sly Sludge
- Tim Curry : MAL (1991–1996)
- Ed Gilbert : Looten Plunder (1993–1996)
- Jeff Goldblum : Verminous Skumm (1990)
- Maurice LaMarche : Duke Nukem (1992–1996) / Verminous Skumm (1990–1993)
- Malcolm McDowell : Zarm (Saison 4)
- David Rappaport : MAL (1990)
- John Ratzenberger : Rigger
- Sting : Zarm (Saisons 1-2)
- Dean Stockwell : Duke Nukem (1990–1992)
- David Warner : Zarm (Saison 3)
- Frank Welker : Leadsuit, Pinehead Brothers, Tank Flusher III

### Voix françaises
- Roland Giraud : Capitaine Planète
- Éric Legrand : Wheeler, commandant Clash
- Pierre Baux et Lionel Melet (remplacement) : Kwame
- Corinne Le Poulain : Linka
- Ysabelle Lacamp : Gi
- Jackie Berger : Ma-Ti
- Béatrice Agenin : Gaïa
- Philippe Ogouz : Duke Nukem, Zarm, Sludge
- Maurice Risch : Skumm, MAL
- Monique Nevers : Dr Blight
- Serge Lhorca : Greedly, Plunder (saisons 4 à 6)
- Jacques Ferrière : Rigger, Tank Flusher III

## Autour de la série
- Au cours de la première saison, le double épisode intitulé Sauver la Terre fait intervenir un face à face à armes égales : dans la première partie de ce double épisode, les Pollueurs dérobent les bagues des Planétaires. Grâce à une machine de sa fabrication, le docteur Blight duplique ces bagues et distribue les versions maléfiques aux autres Pollueurs. Duke Nukem possède le pouvoir de la super-radiation (contrepartie du feu) ; Looten Plunder possède le pouvoir de la déforestation (contrepartie de la terre) ; Sly Sludge possède le pouvoir du brouillard (contrepartie du vent) ; Verminous Skumm possède le pouvoir des toxines (contrepartie de l'eau) ; le docteur Blight possède le pouvoir de la haine (contrepartie du cœur). Sachant que les Planétaires combinent les pouvoirs de leurs bagues pour invoquer le capitaine Planète, elle suggère aux autres Pollueurs de combiner les pouvoirs de leurs bagues maléfiques et d'observer le résultat obtenu. C'est ainsi que les Pollueurs se découvrent la possibilité d'invoquer le capitaine Pollution, version maléfique du capitaine Planète. L'écosuper-héros et son jumeau malfaisant se retrouvent alors confrontés l'un à l'autre. Le capitaine Pollution réapparaît dans le double épisode de la quatrième saison de cette série, intitulé Mauvaise mine.
- Une fondation écologiste nommée Captain Planet Foundation a choisi le personnage du capitaine Planète comme emblème.
- L'épisode intitulé La formule de la haine est quasiment unique pour un dessin animé puisqu'il traite du thème du sida ; dans cet épisode le capitaine Planète et les Planétaires tentent d'empêcher Skumm, le rat d'égout géant anthropomorphe, de ruiner la carrière d’une jeune star du basket, en répandant une rumeur selon laquelle celui-ci serait séropositif.
- L'épisode en deux parties intitulé Réunion pour sauver la Terre prend pour trame de fond le sommet de la Terre pour le développement durable qui eut réellement lieu à Rio en 1992. Lors de cet épisode, les Pollueurs (tous les ennemis du capitaine Planète et des Planétaires) ont décidé d'unir leurs forces autour de Zarm (le rival de Gaïa) afin de faire échouer le sommet de la Terre en kidnappant les dirigeants mondiaux pour prendre leurs places grâce à une machine holographique. Après une première tentative pour neutraliser les Pollueurs, les Planétaires sont capturés et dépossédés de leurs bagues, ce qui les place dans l'impossibilité de combiner leurs pouvoirs et ainsi faire appel au capitaine Planète. Zarm profite donc de cette occasion pour tendre un piège à Gaïa en la forçant à intervenir et ainsi s'approprier sa puissance divine, ce qui la rend aussi vulnérable qu'une femme âgée de plusieurs milliers d'années. Les Planétaires font face dans cet épisode à la plus grande menace qu'ils aient rencontrée au cours de la série.
- La série est parodiée dans l'épisode de 3 de la saison 5 de Rick et Morty, dans lequel Planetina est l'équivalent féminin du Capitaine Planète. Elle était initialement, au milieu des années 90, invoquée par quatre adolescents maîtrisant chacun à l'aide d'une bague l'un des quatre éléments. À l'époque où l'épisode se déroule, les quatre adolescents sont devenus des adultes cyniques et obnubilés par l'argent.